# 山下大悟
山下 大悟（やました だいご、1980年11月17日 - ）は、日本のラグビー選手、指導者。現在ジャパンラグビーリーグワン日野レッドドルフィンズアシスタントコーチを務めている。

## プロフィール
- 東京都出身。
- 現役時代のポジションはセンター(CTB)。
- 現役時代のサイズは身長 181 cm、体重 90 kg。
- 愛称は「ダイゴ」。

## 来歴
小学校2年の時にグリーンラグビースクールでラグビーを始めた。
茗溪学園中では東日本中学生大会で優勝。
1998年、桐蔭学園高校3年時に高校日本代表に選出され、ニュージーランド遠征に参加。
1999年、早稲田大学に進学。1年からレギュラーとして試合に出場した。
2002年、早稲田大学ラグビー蹴球部の主将に就任し、チームの大学選手権13年ぶりの優勝に貢献した。
2003年、サントリーサンゴリアスに加入。同年11月9日に行われたトップリーグ第3節のセコムラガッツ戦に途中出場して公式戦初出場を果たした。なおサントリーでは2006-2007シーズンから3シーズン主将を務めた。
2010年、NTTコミュニケーションズシャイニングアークスに加入。
2014年、日野自動車レッドドルフィンズに加入。
2016年、現役を引退し、早稲田大学ラグビー蹴球部の監督に就任した。
2018年、早稲田大学ラグビー蹴球部の監督を退任。